# We Need to Talk
We Need To Talk è l'album di debutto della cantautrice e musicista statunitense Tayla Parks, pubblicato il 5 aprile 2019 dalla Atlantic Records.

## Singoli
Il primo singolo estratto dall'album è I Want You pubblicato l'8 maggio 2019.

## Tracce
1. "I Want You"
2. "Homiesexual"
3. "Slow Dancing"
4. "Me vs. Us"
5. "What Can I Say"
6. "Afraid To Fall"
7. "Happy Birthday"
8. "We Need to Talk"
9. "Disconnected" (ft. Cautious Clay)
10. "Read Your Mind" (ft. Duckwrth)
11. "Rebound" (ft. Joey Bada$$)
12. "What Do You Know"
13. "Dirt"
14. "Tomboys Have Feelings Too"
15. "Easy"